# Lill-Nickes
Lill-Nickes var ett dansband från Halmstad som började spela 1970. Premiären skedde i Folkets Hus i Halmstad. Orkestern bestod då av då 15-årige kapellmästaren Dan Larsson, övriga medlemmar var Sven-Arne Olofsson, 19 år, och Mona Gustafsson,13 år, samt hennes pappa Kurt Gustavsson, 42 år. Måndag 1 maj 1972 tog man namnet Lill-Nickes. 
Första spelningen som Lill-Nickes genomfördes i Värnamo 14 juni 1972. 
Lördag 20 juli 1985 blev Lill-Nickes delade Svenska Mästare i gammaldans tillsammans med Ransäterspojkarna. Fredag 24 januari 1986 medverkade Lill-Nickes i SvT:s Nygammalt. Måndag 24 februari 1986 medverkade Lill-Nickes i SR 3:s Lunchmusik som sändes från Örebro. Torsdag 6 december 1990 medverkade Lill-Nickes i Malmö När-TV:s program I afton dans som hade spelats in i Törringelund. 
Lill-Nickes har medverkat i Sveriges Radios I afton dans vid fyra tillfällen, lördag 9 december 1989 som sändes från Stugun, lördag 25 maj 1991 som sändes från Parken i Sundsvall, man bytte namn till Nickers lördag 27 mars 1993 när programmet sändes från Sundspärlan i Helsingborg, samt lördag 19 mars 1994 som sändes från Galejan i Halmstad. En tid därefter, i september 1994, gjorde man sin sista spelning i Mälarsalen i Stockholm. 
223 låtar på 21 album finns inspelade med Lill-Nickes, varav Air traffic controller som finns på samlingskassetten Sommarbryggparty utgiven 1980 av Krönleins Bryggeri i Halmstad är den mest okända, den inspelningen har Bengt Svensson gjort på sin hemmabandspelare och sedan tog Dan Larsson den till en studio och redigerade den.
Sedan finns det minst sju samlingskassetter med gammeldansmusik där Lill-Nickes är representerade, men dessa låtar finns på deras ordinarie album.

## Medlemmar
Följande har genom åren medverkat i dansbandet.
- Dan Larsson, född 6 september 1955 i Halmstad, död 30 september 2007 i Halmstad. Kapellmästare. Dragspel, Klaviatur, gitarr.
- Sven-Arne Olofsson, född 28 september 1951 i Falkenberg. Bas, Sång, Trumpet.
- Mona Gustafsson, född 9 augusti 1956 i Halmstad. Sång, Gitarr.
- Kurt Gustavsson, född 24 juli 1927 i Getinge, död 1 april 2006 i Varberg. Dragspel.
- Ulf Persson, född 8 februari 1949 i Getinge. Gitarr.
- Bertil Petterson, född 7 maj 1941 i Falkenberg. Trummor.
- Lars-Erik Carlsson, född 13 februari 1956 i Sibbarp. Fiol, Gitarr.
- Sven Olof Carlsson, född 26 mars 1954 i Jällsjö. Bas, Fiol,Gitarr, Sång. Sven Olof och Lars-Erik Carlsson är bröder.
- Anders Jönsson, född 26 december 1952 i Halmstad. Gitarr, Klaviatur, Sång, Dragspel.
- Stig-Olof Petersson, född 17 oktober 1951 i Tranemo. Fiol, orgel.
- Bengt Svensson, född 30 september 1951 i Borås. Trummor.
- Erling Johansson, född 14 september 1949 i Årstad. Bas, Gitarr, Sång.
- Jan Erik Mattsson, född 24 februari 1954 i Slättåkra. Bas, Gitarr, Saxofon, Sång.
- Michael Sandberg, född 29 september 1963 i Halmstad. Gitarr, Fiol, Sång.
- Sven Inge Landgren (Andersson), född 2 oktober 1952 i Simlångsdalen. Steelgitarr, Gitarr, Klaviatur.
- Allan Dittrich, född 14 februari 1952 i Perstorp. Trummor.
- Lars Johnsson, född 3 februari 1949 i Skara. Klaviatur, Saxofon, Sång.
- Ove Olander, född 13 oktober 1960 i Stockholm. Trummor.
- Jörgen Elonsson, född 1 oktober 1969 i Stockholm. Gitarr.

## Övriga som medverkat på inspelningar
- Per Tholin, född 5 augusti 1963 i Halmstad. Marimba.
- Camilla Lau, född 3 januari 1963. Sång.
- Lars Åke "Snus" Svensson, född 21 mars 1951 i Halmstad. Stråkar.

## Album
- Eld i Sotet 1975.
- Lillsjösvängen 1979.
- På spelmansstämma 1980.
- Sommarbryggparty (samling) kassett 1980
- Främmande länder 1981.
- Nyanser 1982.
- Liljor 1983.
- Höstguld 1985.
- SM i gammeldansmusik (samling) 1985.
- Svenska Mästare 1985.
- Mästarmöte (med Ransäterspojkarna) kassett. 1986.
- Angelina 1986.
- Regnbågens färger 1988.
- Baldakinen jubileum 25 (samling) 1988.
- Det bästa i mitt liv 1990.
- Live 1 1991 (kassett).
- Live 1 på Yesterdays (samling) kassett 1991
- Live 2 1992 (cd).
- Dansmusik från Halmstad (cds) 1993.
- I afton dans-93 (kassett) 1993.